# ライフネット生命保険
ライフネット生命保険株式会社（ライフネットせいめいほけん、英: LIFENET INSURANCE COMPANY）は、東京都千代田区に本社を置く、日本の生命保険会社。

## 概要
第二次世界大戦後初、日本国内では74年ぶりに内外の保険会社を親会社としないで設立された独立系生命保険会社である。設立に携わったのは出口治明会長と岩瀬大輔社長ら。
2015年4月20日、KDDIと資本・業務提携を締結した上、同社を引受先とする第三者割当増資を実施した。これに伴い、KDDIが筆頭株主となった。ライフネット生命保険は、調達した資金で新たなサービスの創造を目指したいとしている。なお出口会長は、今般の資本提携の狙いを「信用の補完」と説明している。
2023年8月30日、三井住友フィナンシャルグループと資本業務提携を締結した。

## 沿革
保険外交員をなくした直販のネット生保として創業した。
国内の保険業界で初めて、生命保険の手数料部分「付加保険料」と原価部分「純保険料」の比率を全面開示した。
2011年保有契約件数10万件を突破、2012年死亡保険の保有契約高1兆円を突破するなど業績を伸ばし、2012年3月東証マザーズへの上場を果たした。その一方で、2012年度の新規契約は0．1％減と開業以来初めて前年を下回り、13年度は前年同期比23．8％減、14年度は前年同期比39％減と減少し、2012年度に年間60,685件あった新規契約は、2014年度には27,982件まで減り、同社の新規契約の急速減が指摘されている。
2013年12月には、ライフネット生命保険と韓国の教保生命保険との合弁会社である教保ライフプラネット生命保険が韓国で営業を開始した。また、同社は、2014年5月に、医療保険及び生命保険の商品改訂を発表するとともに、店頭窓口における保険商品の販売を開始し、ネットのみであった販売チャネルに対面販売が追加された。
2014年11月、新株発行により、教保生命保険の議決権比率が高まり、教保ライフプラネット生命保険株式会社がライフネット生命の関連会社から外れる。

## 年表
- 2006年
  - 10月 - ネットライフ企画株式会社を設立。出口治明が代表取締役社長に就任。
- 2008年
  - 3月 - ライフネット生命保険株式会社に商号変更。
  - 4月 - 内閣総理大臣より生命保険業免許を取得。
  - 5月 - ライフネット生命保険株式会社の営業開始。
  - 11月 - 生命保険の手数料部分「付加保険料」を業界で初めて全面開示。[6]
- 2009年
  - 6月 - 日本初のモバイル生命保険申込サービスを開始。[6]
  - 8月 - 保有契約件数1万件を突破。
- 2010年
  - 2月 - 生命保険業界初となる個人向け就業不能保険「働く人への保険」発売。
  - 12月 - 保有契約件数5万件を突破。
- 2011年
  - 12月 - 保有契約件数10万件を突破。
- 2012年
  - 1月 - 死亡保険の保有契約高1兆円を突破。
  - 3月 - 東証マザーズ上場。
  - 10月 - 医療費負担連動型医療保険「じぶんへの保険プラス」発売。
  - 11月 - 保有契約件数15万件を突破。
- 2013年
  - 6月 - 共同創業者の岩瀬大輔が代表取締役社長に就任。
  - 12月 - ライフネット生命保険と韓国の教保生命保険との合弁会社である教保ライフプラネット生命保険の営業を韓国で開始。
- 2014年
  - 11月 - 教保生命保険の新株発行により、ライフネット生命の議決権が低下し、教保ライフプラネット生命保険株式会社がライフネット生命の関連会社から外れる[11]。
  - 12月 - ほけんの窓口グループと代理店委託契約締結[12]。
- 2015年
  - 4月 - KDDIと資本・業務提携を締結。
- 2018年　
  - 6月 - 森亮介が代表取締役社長に就任。
- 2019年　
  - 1月 - 保有契約件数30万件を突破。

## 手数料開示
2008年11月、国内の保険業界で初めて、生命保険の手数料部分「付加保険料」と原価部分「純保険料」の比率を全面開示した。生命保険業界では、契約者が支払う保険料は、将来の保険金支払いの原資である純保険料と、保険会社の運営経費である付加保険料に分けられるが、付加保険料には、営業職員や代理店への手数料、保険会社の利益などが含まれており、これまで手数料部分の開示はタブーとされてきた。
これに対し出口治明は、「クルマや電化製品などと違い、保険は見たり触れたりできない。また一部の商品を除いて手数料も開示されておらず比較しづらい。そこで保険会社間で差が大きい付加保険料を開示すれば競争が進むと考えた」と手数料開示の理由を説明している。
この手数料の開示は、各方面に大きな波紋を起こしたが、週刊ダイヤモンドの記事で「世界でも有数の保険大国である日本で開示が望まれるのは当然の流れ」と紹介されるなどの評判も生んだ。
その一方で、「純保険料」からは危険差益、利差益という利益が発生するため、「純保険料」を保険の原価として宣伝するのは誤りとする批判もある。実際、同社の保険料内訳表では、純保険料が全体の保険料の占める割合が60-80％であることが示されているが、2013年度の同社の保険料収入7,537百万、保険金等支払1,196百万であり、保険料収入のうち、保険金や給付金の支払いに使われているのは15.8％に過ぎない。この一方で、危険差益は1,141百万円となり、保険金等支払額に近い額の危険差益が純保険料から創出されている。このように、純保険料の一部は、将来の保険金支払いの原資にもなり、純保険料の一部は、保険会社の利益になる。純保険料の割合が高いからといって、必ずしも、支払った保険料の高い割合が保険加入者に保険金支払いとして還元されるわけではない。

## 経営課題
同社は、毎月の契約申込数が13年4月から15年3月までの24ヶ月連続で前年割れ、毎月の新規契約数が13年5月から15年9月までの29ヶ月連続で前年割れとなっており、同社は「新契約件数の前年同期比減少」を経営課題として掲げ、2014年から保険プラン提案コンテンツの改善・保険相談サービスの充実化・保険の見直しを訴求する新CM放映等の施策を進めている。
しかしながら、これらの施策によっても、目標とする新契約業績の成長を実現できなかったため、同社は経営目標に掲げた経常収益の達成に当初の想定以上の時間を要すると判断。中期計画の経営目標である2015年度の経常収益150億円を95億円に引き下げることを2014年の中間決算にて発表した。
新契約件数が低迷している要因として、会社は、マーケティングのやり方、客の利便性の不足、競争環境の変化の3つが主な要因であるとしている。その一方で、同業他社と比べて、ライフネット生命の保険商品が最安値でないことは、低迷の要因ではなく、保険商品自体は、会社として競争力があると認識している旨を示している。
2012年度に年間60,685件あった新規契約は、2014年度には27,982件まで減っていることから、ライフネット生命は、新契約業績の底上げを継続的な課題として掲げている。
2016年の新規契約件数は27,482件であり、2017年4月に保有契約件数が24万件を突破した。2017年前半の月平均新規契約件数は2,822件となっており、2016年の月平均新規契約件数2,290件を上回っている。

## テレビ番組
- 日経スペシャル カンブリア宮殿 生命保険を見直せ！（2011年7月14日、テレビ東京）[27]

## 提供番組
- 一時期であるが提供するパターンが多い。主に在京局(情報・報道系[注 1])、在阪局(バラエティ[注 2])制作の番組のスポンサーにつきやすい。主にスポンサーがつかない時の番組のスポンサーとしても有名である。
- 関西テレビ制作火曜夜9時枠の連続ドラマ（関西テレビ、2019年7月からの一時期。）
- 土曜プレミアム  (フジテレビ）

遅れネット、不定期、1回限り、特別放送、再放送は除く。　　　　　　　　　　　
- クレヨンしんちゃん（テレビ朝日系列 2020年春ごろ）
- 仮面ライダーシリーズ（テレビ朝日系列 2020年4月 - ）
- プリキュアシリーズ（朝日放送テレビ制作・テレビ朝日系列 2020年5月 - ）
- 笑点（日本テレビ放送網系列 2021年春ごろ）
- サタデープラス (毎日放送制作・TBS系列)
- ミラキュラス レディバグ&シャノワール（テレビ東京系列、2022年4月2日 - ）
- 所さんお届けモノです!（毎日放送制作・TBS系列 2022年4月2日 - ）
- ポップUP!　(フジテレビ系列2022年4月~火曜日14時台)
- 名探偵コナン（読売テレビ制作・日本テレビ系列 2022年6月 - ）
- ドラえもん（テレビ朝日系列）
- サクラミーツ （テレビ朝日、2024年4月 - ）

## CM出演者
- 厚切りジェイソン
- マツコ・デラックス  現在のCMキャラクター
- 博多華丸・大吉　現在のCMキャラクター
- 木村昴
- 松田るか　現在のCMキャラクター
- 飯島寛騎　現在のCMキャラクター
- 蓮佛美沙子
- 加藤清史郎
- フワちゃん
- HIKAKIN
- 瀬戸利樹
- 岩永徹也